# SA-1 (Apollo)
SA-1 (angleško Saturn-Apolon 1) je bil prvi polet rakete nosilke Saturn I kot del Nasine vesoljske odprave s človeško posadko v Programu Apollo.

## Cilji odprave
To je bil prvi let rakete nosilke Saturn I, prve raketer v družini raket Saturn. Velikost in moč rakete sta bili največji do tedaj. Raketa je bila trikrat večja, potrebovala je šestkrat več goriva in proizvedla je desetkrat več potiska kot raketa nosilka Jupiter-C, ki je v Zemljin tir ponesla prvi ameriški satelit Explorer 1 leta 1958. 
NASA se v tem času ni odločila, da bo preskusila vse sisteme v enem poletu. Načrtovali so da bodo preskusili posamezno stopnjo rakete v ločenih izstrelitvah, tako da je bila edina živa stopnja SA-1 prva stopnja S-1.
Prvi polet so načrtovali kot preskus zgradbe rakete nosilke med uspešnim podorbitalnim poletom. Raketa je nosila nosni del z rakete Jupiter-C.